# Ly-Fontaine
Ly-Fontaine es una comuna francesa situada en el departamento de Aisne, de la región de Alta Francia.

## Geografía
Está ubicada a 12 km al sur de San Quintín.

## Demografía
| 90 | 83 | 89 | 77 | 72 | 87 | 101 | 124 |
| Para los censos de 1962 a 1999 la población legal corresponde a la población sin duplicidades (Fuente: INSEE [Consultar]) |    |    |    |    |    |     |     |